# Museo del Tiempo de Irlanda
El Museo del Tiempo de Irlanda es un museo de cronometría en Waterford, República de Irlanda. Está situado en el Triángulo Vikingo de Waterford, una zona con varios sitios históricos y museos. Se inauguró el 14 de junio de 2021 y posee alrededor de 600 relojes. Es parte de los Tesoros de Waterford, junto con otros cinco museos.

## Historia
Colman Curran y su esposa Elizabeth Clooney decidieron donar su colección de reloj es, valorada en más de 600 000 euros, a la República de Irlanda, y Curran conoció a Eamonn McEneaney, director de Waterford Treasures, en 2015. Buscaron el lugar adecuado para albergar la colección durante dos años y encontraron una iglesia metodista en desuso en Greyfriars Street, en el Triángulo Vikingo. En 2018, otro relojero, David Boles, también decidió donar su colección a este proyecto. Debido a la pandemia de COVID-19, la remodelación del edificio tardó más tiempo y la inauguración oficial del museo se retrasó.
El 14 de junio de 2021 se inauguró oficialmente el Museo del Tiempo de Irlanda y el ministro de Patrimonio de Irlanda, Malcolm Noonan, asistió a la ceremonia de apertura.
El 22 de diciembre de 2022, día del solsticio de invierno, se inauguró en el exterior del museo un gran reloj alado, «Tempus Fugit». El reloj fue diseñado por los artistas Eithne Ring y Liam Lavery de Cork, y tiene dos alas compuestas por siete diales de acero en cada lado, que miden unos seis metros de ancho.
En marzo de 2024, dos miembros del personal del museo coordinaron cientos de relojes en la exposición para preparar el inicio del horario de verano.
En mayo de 2024 se reveló un plan de ampliación para el museo. A principios del verano de 2025 se inaugurará una nueva galería, un teatro audiovisual y un taller en el edificio contiguo Central Hall, que inicialmente albergó una iglesia metodista y más tarde un teatro y un espacio artístico. También contendrá una colección de 600 relojes de cuco.

## Exhibición

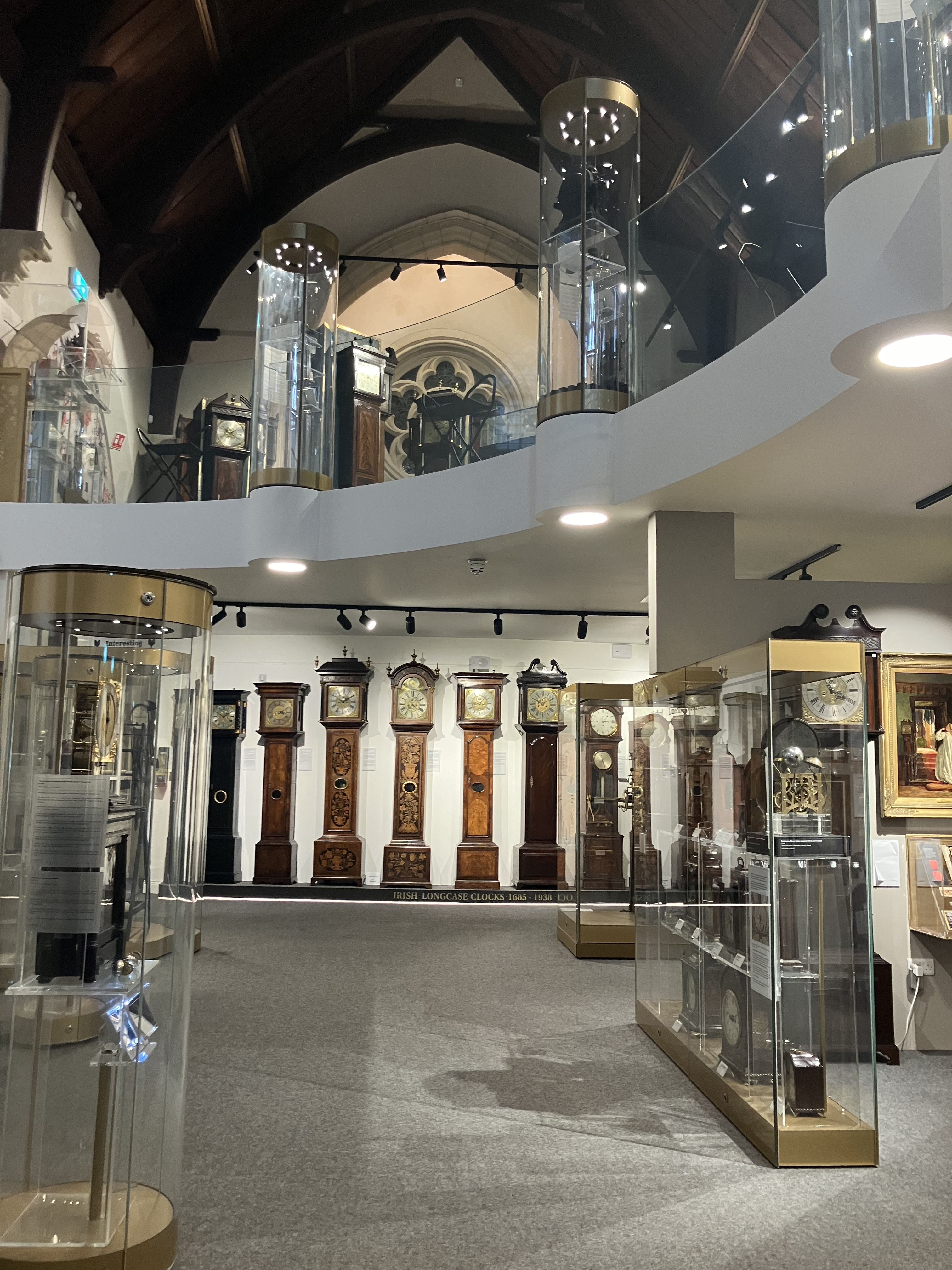
La planta baja del museo.

El museo alberga las colecciones de dos relojeros de larga trayectoria en Irlanda, David Boles y Colman Curran. Posee alrededor de 600 relojes y exhibe una serie de relojes en dos pisos, presentando varios relojes irlandeses, así como relojes de todo el mundo, incluidos Estados Unidos, Reino Unido, Austria, Suiza, Francia, Japón y Rusia. El reloj más antiguo de la colección fue fabricado en 1551. También posee el reloj de William Clement de 1663, el reloj más antiguo que se conserva del mundo con escape de áncora.
El edificio que actualmente alberga el museo es una iglesia neogótica reformada y construida en la década de 1880. Muchos de los relojes antiguos se exhiben junto a piezas de mobiliario de la misma época.

## Recepción
El Museo del Tiempo de Irlanda es el único museo de cronometría de Irlanda. Es el museo nacional de relojería de Irlanda. El museo se ha convertido en un destino turístico. En 2024, junto con el cercano Palacio Episcopal, fue reconocido en los premios Travellers' Choice de TripAdvisor.

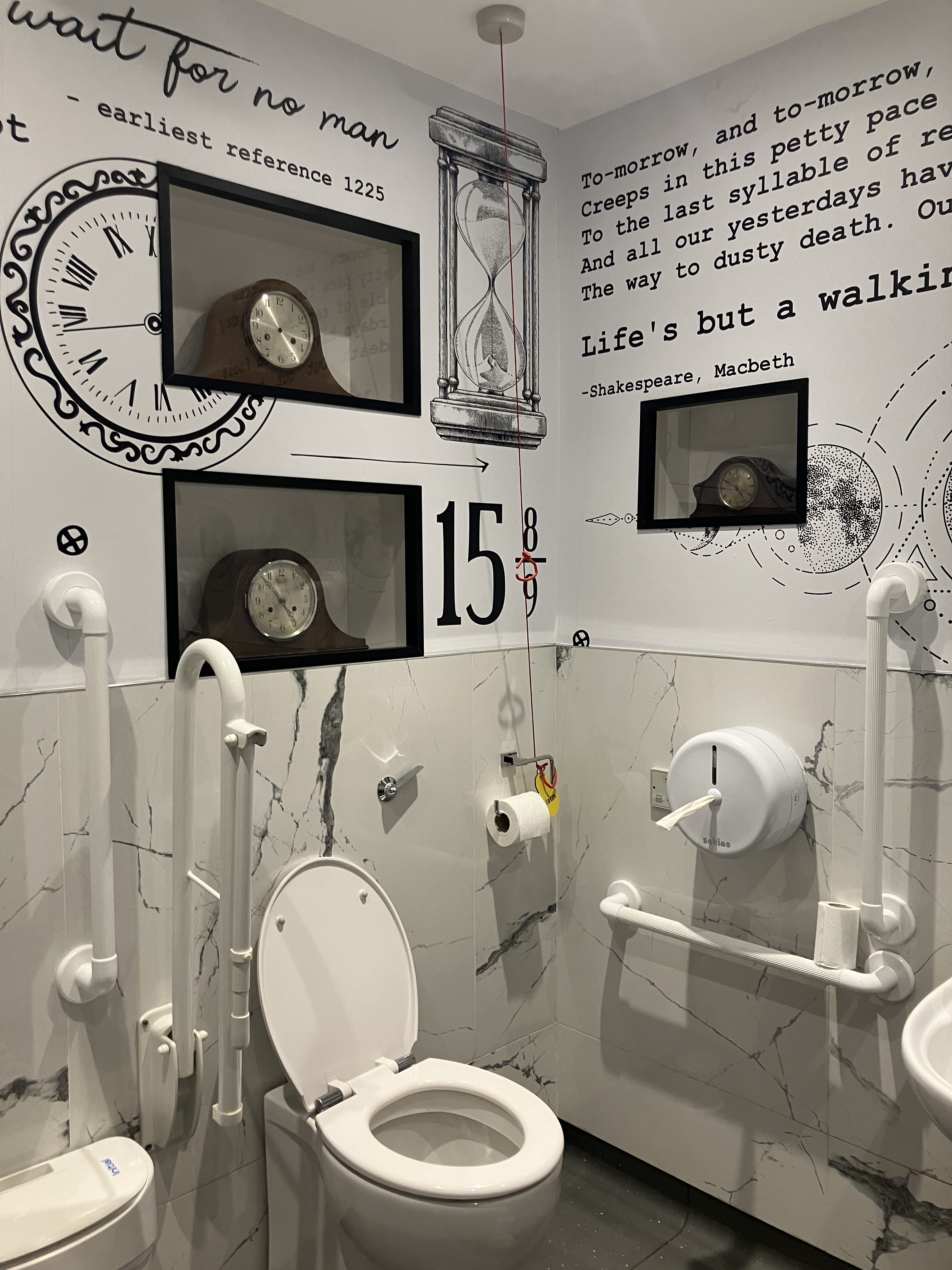
El «Interesante Baño Horológico», o una exposición en el baño

## Los tesoros de Waterford
Junto con la Torre de Reginald, el Museo Medieval, el Palacio del Obispo, el Museo de la Plata Irlandesa y el Museo del Vigilia Irlandesa, es un componente de los Tesoros de Waterford. Waterford Treasures emite el billete Freedom of Waterford, que permite a los visitantes entrar al Museo del Tiempo de Irlanda, el Museo Medieval, el Palacio Episcopal y el Museo de la Plata Irlandesa, y participar en una caminata guiada por el Triángulo Vikingo.